# Да обичаш Пабло
„Да обичаш Пабло“ (на английски: Loving Pablo) е игрален филм (драма, копродукция на Испания и България от 2017 година, сценарий и режисура Фернандо Леон де Араноа. Оператор е Алекс Каталан. Музиката е на Федерико Хусид. Разказът е предаден през погледа на журналистката Вирхиния Валехо, по чийто роман „Да обичаш Пабло, да мразиш Ескобар“ е направена тази екранизация.

## Сюжет
„Да обичаш Пабло“ пресъздава вълнуващата история и бурната любовна афера между прочутия колумбийски наркобарон Пабло Ескобар (в ролята Хавиер Бардем) и амбициозната телевизионна водеща Вирхиния Валехо (в ролята Пенелопе Крус) .

## Състав

### Актьорски състав
| Изпълнител      | Роля                                  |
| --------------- | ------------------------------------- |
| Пенелопе Крус   | Вирхиния Валеро, тв водеща            |
| Хавиер Бардем   | Пабло Ескобар, колумбийски наркобарон |
| Питър Сарсгаард | Шепърд                                |